# Quiroga
|  | Per a altres significats, vegeu «Horacio Quiroga». |

Quiroga és un municipi de la província de Lugo, a Galícia. És la capital de la comarca de Quiroga i forma part de la Ribeira Sacra.

## Geografia
Está situat al sud-est de la província, a la vora del riu Sil. Limita amb els municipis de Folgoso do Courel al nord, amb A Pobra de Trives, Manzaneda i Larouco (província d'Ourense) al sud, Ribas de Sil i A Pobra do Brollón a l'oest, i Vilamartín de Valdeorras i A Rúa (Ourense) i Oencia (Lleó) a l'est. Es troba a 84 km de la capital provincial, Lugo, i té una superfície de 319 km².

## Economia
Les principals activitats econòmiques són l'agricultura, especialment les vinyes que formen part de la Denominació d'Origen Ribeira Sacra, la ramaderia i la mineria. També s'hi cultiven oliveres, cultiu poc habitual en aquestes latituds, i es fa oli de forma artesanal. Hi ha també centrals hidroelèctriques. El sector serveis ocupa a la major part de la població activa.
La situació de la vall de Quiroga afavoreix la pràctica d'esports tals com parapent, senderisme o ràfting.

## Parròquies
| - Augas Mestas (Santiago) - Bendilló (Santa María) - Bendollo (Santa Baia) - Bustelo de Fisteus (Santa Bárbara) - Cereixido (Santa María) - A Enciñeira (Santa Isabel) - A Ermida (Santa María) - Fisteus (San Mamede) - O Hospital (San Salvador) - Montefurado (San Miguel) - Nocedo (San Lourenzo) | - Outeiro (Santa María) - Pacios da Serra (San Salvador) - Paradaseca (San Marcos) - Quintá de Lor (Santa María) - Quiroga (San Martiño) - A Seara (Santa María Madanela) - Sequeiros (Santa Mariña) - Vilanuíde (Santo Antonio) - Vilar de Lor (San Xosé) - Vilarmel (San Lourenzo) - Vilaster (Santa María) |